# Cantó de Le Thillot
El cantó de Le Thillot és un cantó francès del departament dels Vosges, situat al districte d'Épinal. Té 8 municipis i el cap és Le Thillot.

## Municipis
- Bussang
- Ferdrupt
- Fresse-sur-Moselle
- Le Ménil
- Ramonchamp
- Rupt-sur-Moselle
- Saint-Maurice-sur-Moselle
- Le Thillot

## Història
| Data d'elecció                           | Identitat         | Partit                        | Qualitat |
| ---------------------------------------- | ----------------- | ----------------------------- | -------- |
| 1945-1979                                | Louis Courroy     | RPF, després MRP, després UDF |          |
| 1979-1988                                | Christian Spiller | Divers droite                 |          |
| 1988-1992                                | Étienne Géhin     | PS, després GE                |          |
| 1992-1998                                | François Vannson  | RPR                           |          |
| 1998-2004                                | Dominique Peduzzi | Divers droite                 |          |
| 2004-2011                                | François Cunat    | PS, després Divers gauche     |          |
| 2011-                                    | Dominique Peduzzi | Divers droite                 |          |
| les dades anteriors no són pas conegudes |                   |                               |          |
|                                          |                   |                               |          |

## Demografia
| A partir de 1990: Població sense dobles comptes |